# 레일웨이 맨
《레일웨이 맨》(영어: The Railway Man)은 2013년 공개된 영화로, 에릭 로맥스의 동명의 자서전을 원작으로 한다.

## 출연

### 주연
- 콜린 퍼스
- 니콜 키드먼
- 제레미 어바인

### 조연
- 스텔란 스카르스고르드
- 마이클 맥켄지
- 샘 리드
- 마타 듀셀도프
- 톰 홉스
- 바이런 J. 브로크만
- 이웬 레슬리
- 마사 야마구치
- 찰리 루드포카논
- 사나다 히로유키

## 기타
- 원작자: 에릭 로맥스
- 프로듀서: 크리스 브라운
- 프로듀서: 앤디 페터슨